# Mogyoróska
Mogyoróska – wieś i gmina w północno-wschodniej części Węgier, w pobliżu miasta Gönc.
Miejscowość leży na obszarze niewysokiego pasma górskiego Zempléni (węg. Zempléni-hegység), będącego częścią Średniogórza Północnowęgierskiego, w pobliżu granicy ze Słowacją. Administracyjnie gmina należy do powiatu Abaúj-Hegyköz, wchodzącego w skład komitatu Borsod-Abaúj-Zemplén i jest jedną z jego 24 gmin.